# Abeto
Abeto é o nome popular das diversas espécies do gênero Abies – árvores coníferas da família das Pináceas. São nativas de florestas temperadas da Europa, Ásia, Norte da África e Américas Central e do Norte.

## Descrição e uso
Os abetos, de maneira geral, possuem folhas pequenas e aromáticas, e produzem pólen abundante durante o período de reprodução, o que pode causar alergia respiratória em indivíduos mais sensíveis.
São usados como fonte de madeira, e das suas folhas extraem-se óleos essenciais para aromaterapia e farmacologia. São igualmente bastante apreciados pelo seu efeito decorativo e usados como proteção contra o vento. Todos os anos, milhões de abetos são vendidos como árvores de Natal.
As informações sobre o uso em instrumentos de cordas (violino, violoncelo e contrabaixo, por exemplo) da madeira de "abeto" em sua parte superior (tampo harmônico) e em algumas partes localizadas no interior do instrumento, pois esta madeira confere uma característica peculiar de ressonância muito apreciada pelos grandes mestres da luteria, como Antonio Stradivari, Nicola Amati e muitos outros, referem-se principalmente a espécies de outro gênero, Picea, em particular Picea abies.

## Espécies por secção
O género Abies divide-se nas seguintes 10 secções.

### Abies
Europa oriental, central e meridional, Ásia Menor.
- Abies alba
- Abies borisiiregis
- Abies cephalonica
- Abies cilicica
- Abies nebrodensis
- Abies nordmanniana
  - Abies nordmanniana subsp. equitrojani

### Amabilis
Regiões costeiras montanhosas do Pacífico, América do Norte e Japão, em zonas montanhosas altas e com precipitação elevada.
- Abies amabilis
- Abies mariesii

### Balsamea
Em regiões boreais, Ásia e América do Norte, e zonas de alta montanha meridionais:

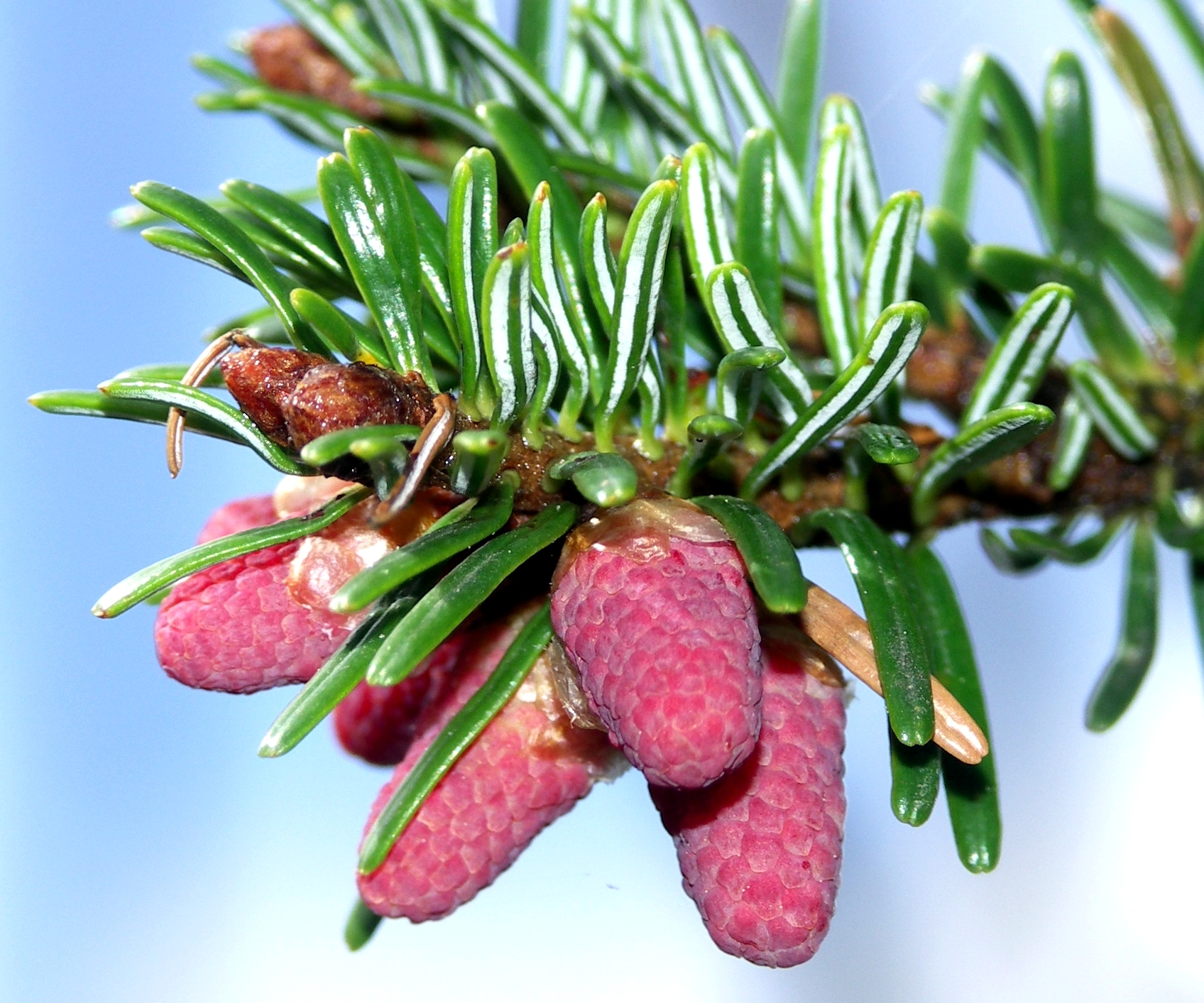
Cones juvenis de Abies nordmanniana

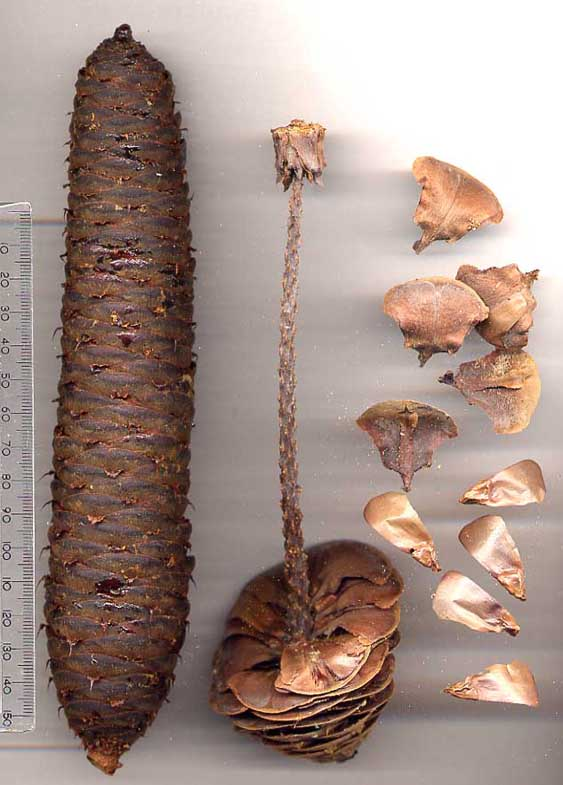
Cone maduro de abeto e escamas desprendidas

- Abies balsamea
  - Abies balsamea var. phanerolepis
- Abies bifolia
- Abies fraseri
- Abies kawakamii
- Abies koreana
- Abies lasiocarpa
- Abies nephrolepis
- Abies sachalinensis
- Abies sibirica
- Abies veitchii
  - Abies veitchii var. sikokiana

### Bracteata
Costa da Califórnia.
- Abies bracteata

### Grandis
Desde o oeste da América do Norte ao México e Guatemala, em terras baixas no norte, e em altitudes médias no sul.
- Abies concolor
- Abies durangensis
  - Abies durangensis var. coahuilensis
- Abies flinckii
- Abies grandis
- Abies guatemalensis
- Abies lowiana
- Abies mexicana

### Momi
Ásia oriental e central, Himalaias, geralmente entre baixas e médias altitudes.
- Abies beshanzuensis
- Abies chensiensis
  - Abies chensiensis subsp. salouenensis
- Abies firma
- Abies holophylla
- Abies homolepis
- Abies pindrow
- Abies recurvata
  - Abies recurvata var. ernestii
- Abies ziyuanensis

### Nobilis
Oeste dos Estados Unidos, a grandes altitudes.
- Abies magnifica
  - Abies magnifica var. shastensis
- Abies procera

### Oiamel
México, a grandes altitudes, nas montanhas.
- Abies hickelii
  - Abies hickelii var. oaxacana

### Piceaster
Espanha meridional, noroeste de África.
- Abies numidica
- Abies pinsapo
  - Abies pinsapo var. marocana

### Pseudopicea
Montanhas dos Himalaias, a grandes altitudes.
- Abies chengii
- Abies delavayi
- Abies densa
- Abies fabri
- Abies fargesii
- Abies fanjingshanensis
- Abies forrestii
- Abies spectabilis
- Abies squamata
- Abies yuanbaoshanensis